# 美國海軍陸戰隊第3師
海军陆战队第3师（英語：3rd Marine Division）是美国海军陆战队的一支步兵师，师部位于日本冲绳考特尼营。隶属于海军陆战队第三远征军。现在为海军陆战队三支常备师之一。
海军陆战队第3师的徽章是一个阻碍骑兵通行的蒺藜，三条棱代表其为第3师。

## 历史
1942年9月16日，海军陆战队第3师在加利福利亚州圣迭戈埃利奥特营正式组建。直到1942年年末，该师还在进行整训，当时下辖：9、21、23陆战团（步兵），第12陆战团（炮兵），第19陆战团（工程兵），以及各类师直属连、营单位。1943年初，移驻新西兰奥克兰。同年8月，移驻瓜岛。
1943年11月1日，该师开始进行布干维尔岛战役。该师在两个月内进行了激烈的战斗，之后该区域转交陆军负责，最后一批陆战队员于1944年1月16日返回瓜岛。1944年7月，该师登陸關島，经过20天残酷的战斗，该师终于攻占关岛最北端。1945年2月-3月，该师参加了硫磺岛战役，起初只是计划为预备部队。因为战况紧急，2月21日，第21陆战团登岛，2月24日，剩余单位登岛。面对着日军的碉堡工事火力，第3师进行着艰难的推进。到3月11日，控制了其作战区域，并立即开始搜索和清除残余岛上日军。3月16日，美军宣布硫磺岛之战胜利。该师是进攻日本本土的奥林匹克行动的部队之一，随着日本投降而取消计划。该师一直驻扎在关岛，直到1945年12月解散。
1952年，海军陆战队第3师被重新启用。次年8月，该师移驻日本。1956年，移防到冲绳。1965年，该师投入越南战争，在长达4年的时间里，参加了120多次作战行动。之后第3师一直在西太平洋和印度洋区域保持战备状态。
海军陆战队第3师因其在硫磺岛战役和越南战争中的表现获得了两次总统单位表彰。

## 部队编制
- 师部營（Headquarters Battalion）
- 第3濱海作戰團（英语：3rd Marine Littoral Regiment）
- 第4陆战团（英语：4th Marine Regiment）
- 第12濱海作戰團（英语：12th Marine Littoral Regiment）
- 其他直属部队：
  -  第3侦察营（英语：3rd Reconnaissance Battalion）